# Bedsprei

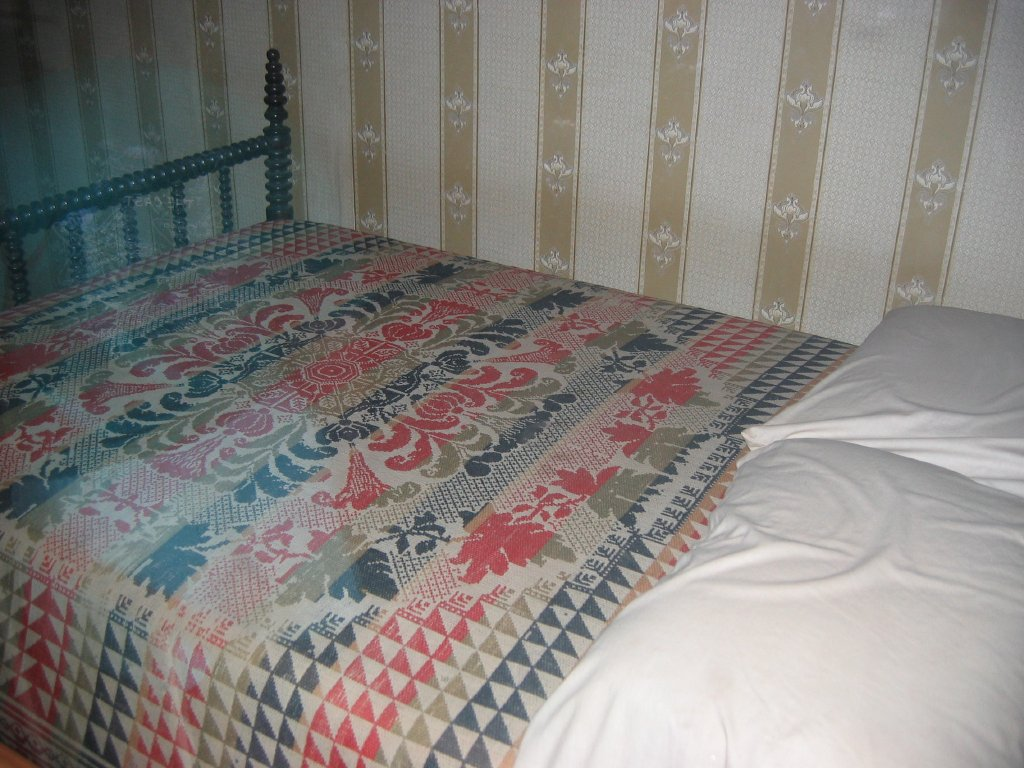
Een versierde bedsprei op een bed.

Een bedsprei of sprei is een soms versierd kleed waarmee een opgedekt bed wordt afgedekt. Het wordt gebruikt om een volledig bed, inclusief hoofdkussens, te bedekken. In tegenstelling tot een deken wordt een bedsprei niet gebruikt om onder te slapen, doch heeft het een eerder esthetische functie.
Een bedsprei kan vervaardigd zijn uit wol, katoen, linnen, zijde, fluweel of fleece. De randen kunnen afgewerkt zijn met een versierde boord en diverse tekeningen kunnen het stuk textiel sieren. Het kan genaaid, gebreid of gehaakt zijn. In het laatste geval werd vaak de techniek filet haken gebruikt.

## Afbeeldingen

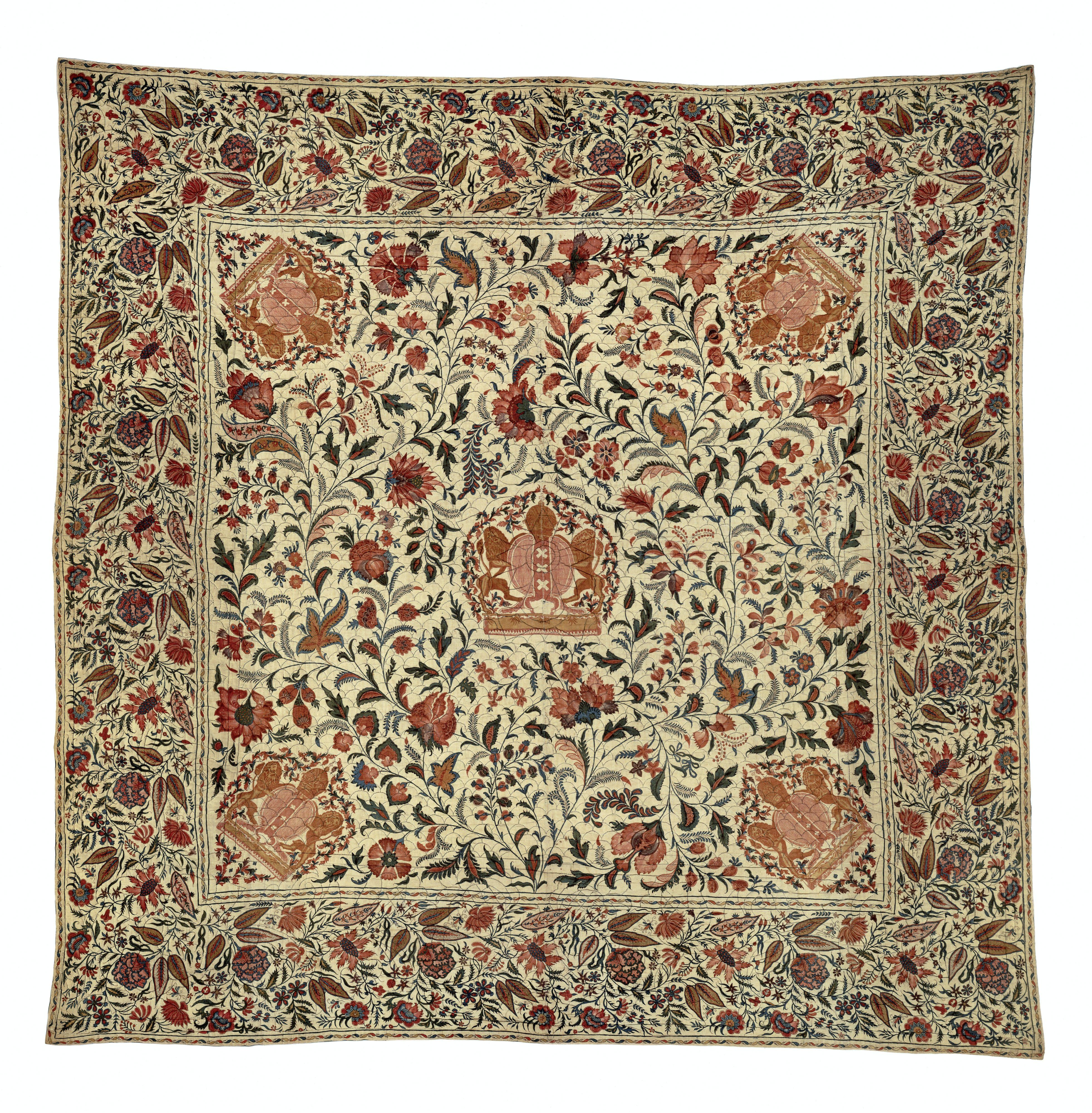
Sitsen sprei met het wapen van Amsterdam, Rijksmuseum
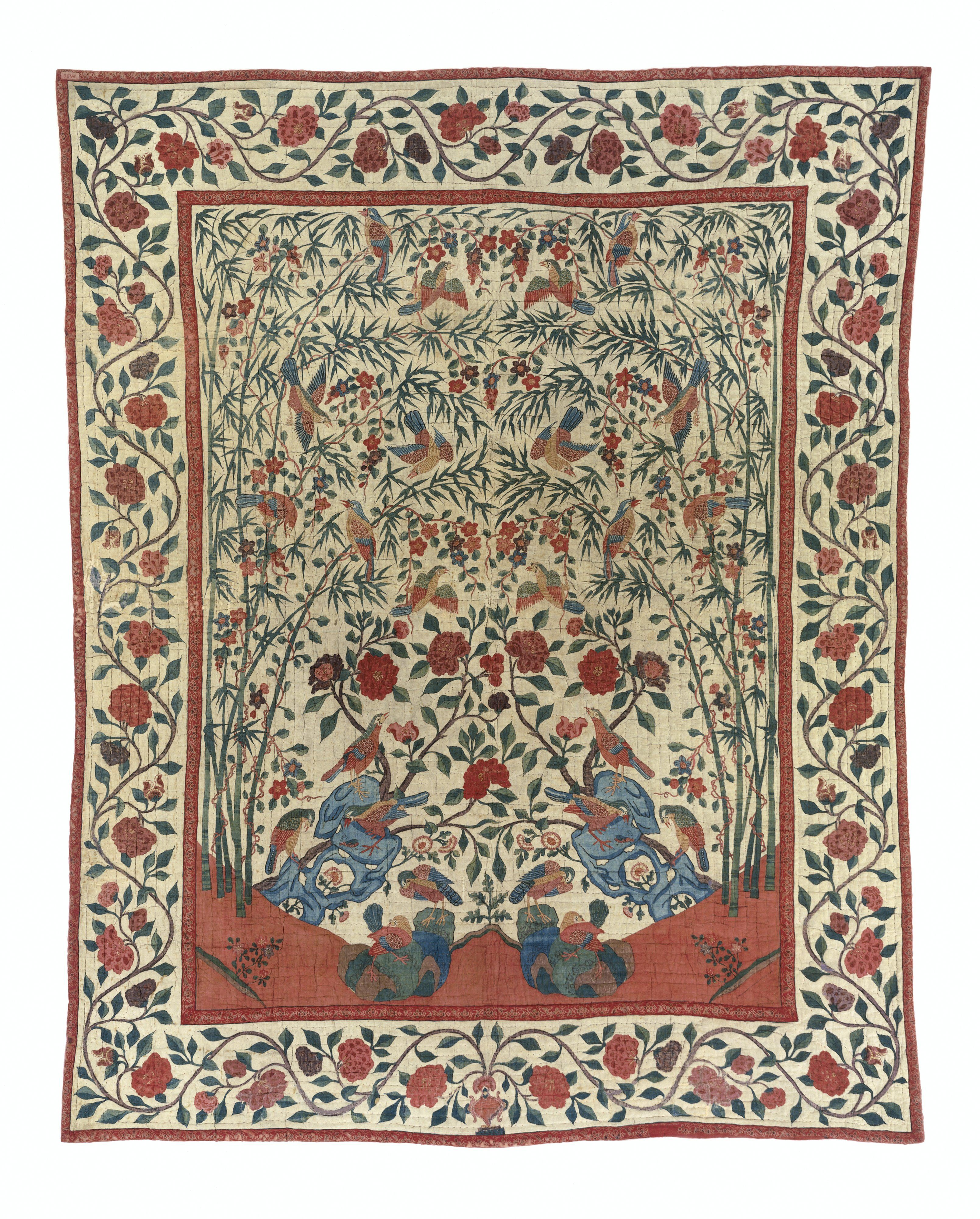
Sprei van sits, gewatteerd en doorgestikt, Rijksmuseum
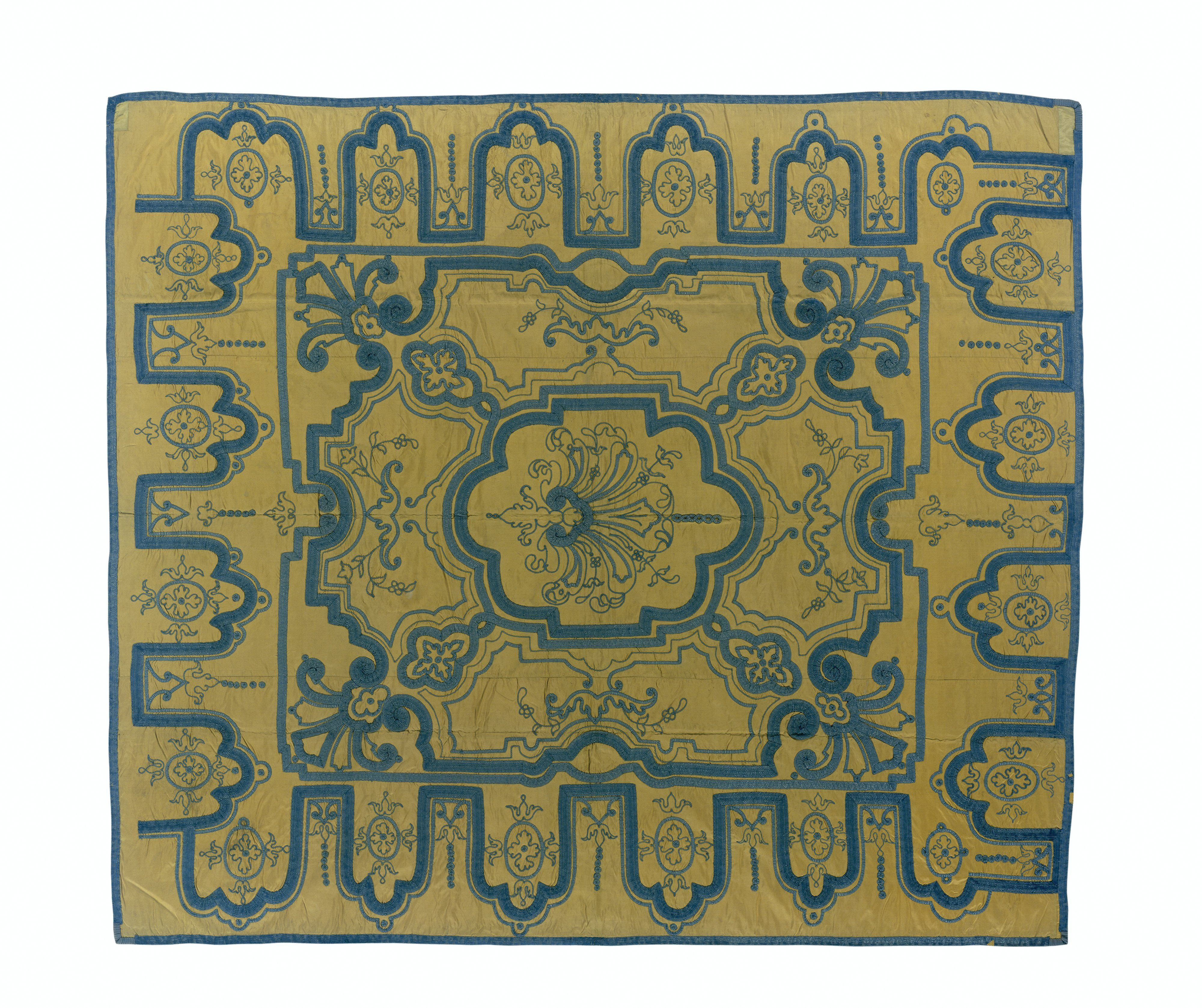
Sprei van gele zijde, belegd in Daniel Marot-stijl, Rijksmuseum
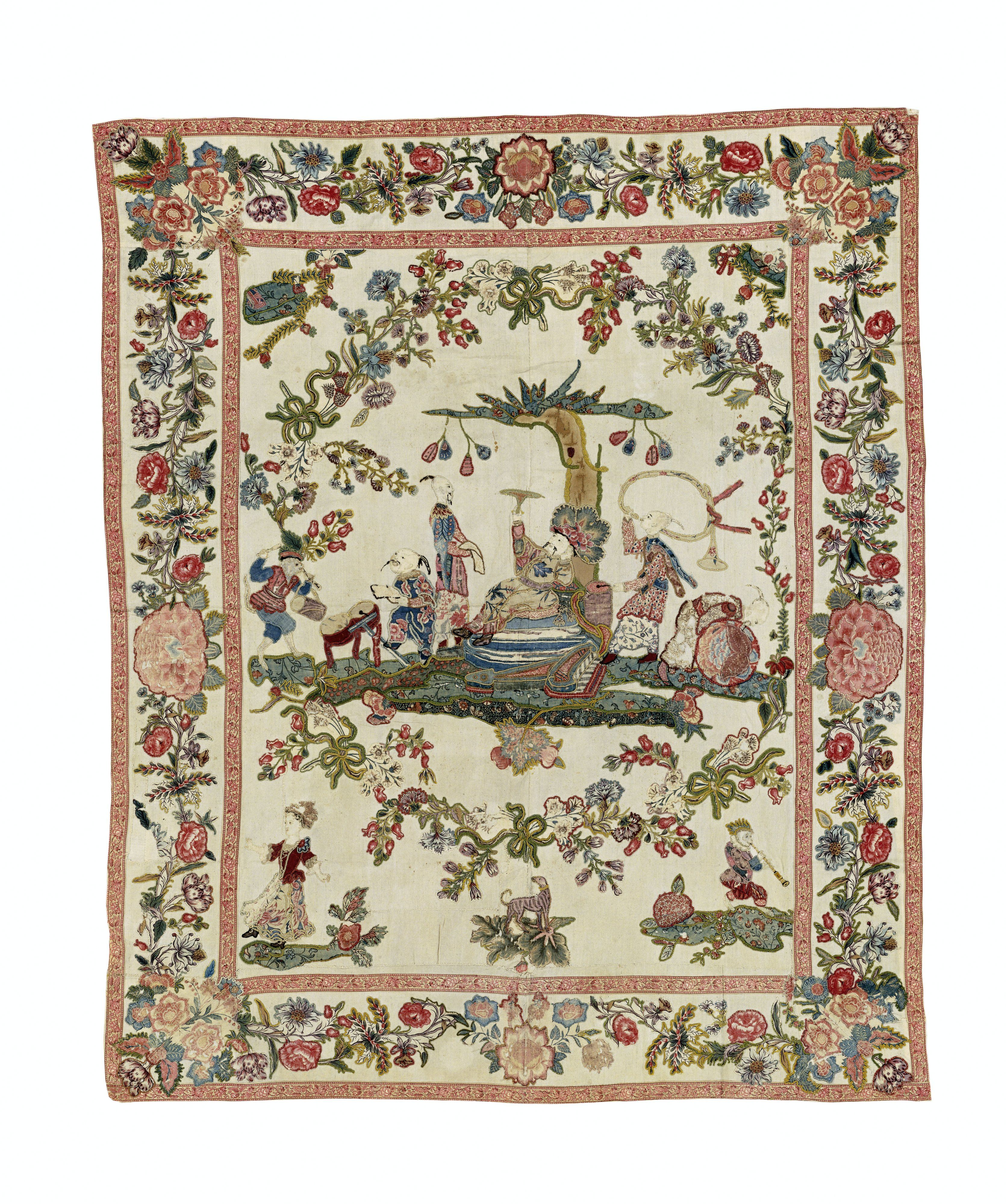
Sprei met chinoiserieën, Rijksmuseum Amsterdam